# Sevno (Novo Mesto, Slovenija)
Sevno je naselje u slovenskoj Općini Novom Mestu. Sevno se nalazi u pokrajini Dolenjskoj i statističkoj regiji Jugoistočnoj Sloveniji. 

## Stanovništvo
Prema popisu stanovništva iz 2002. godine naselje je imalo 69 stanovnika.